# Zametni listići
Zametni listići su osnovni slojevi stanica koji se stvaraju tijekom embriogeneze. Svi pravi mnogostaničari (životinje koje su kompleksnije od spužve) stvaraju dva ili tri zametna listića. Životinje sa zrakastom simetrijom, poput žarnjaka, imaju dva zametna listića (ektoderm i endoderm) te su zato diploblastične. Životinje s bilateralnom simetrijom stvaraju i treći, srednji sloj (mezoderm), između ektoderma i endoderma. Zato su one triploblastične životinje. Zametni listići izazivaju nastanak svih životinjskih tkiva i organa tijekom procesa organogeneze.

## Zametni listići
Caspar Friedrich Wolff promatrao je organiziranje ranog zametka u listolike slojeve. 1817. Heinz Christian Pander je otkrio tri praiskonska zametna listića dok je proučavao pileće zametke. Između 1850. i 1855., Robert Remak je podrobnije pobradio koncept zametnih listića, te su kasnije u engleski jezik uvedeni termini mezoderm (Huxley 1871.), te ektoderm i endoderm (Lankester 1873.).
Među svim životinjama, spužve su na najnižem stupnju organizacije, jer imaju samo jedan zametni sloj. Iako imaju diferencirane stanice (npr. hoanociti), nedostaje im prava tkivna organizacija. Diploblasticžne životinje, žarnjaci i rebraši, pokazuju veći stupanj složenosti, imajući dva zametna listića, endoderm i ektoderm. Diploblastične životinje su organizirane u prepoznatljiva tkiva. Sve više životinje (od plošnjaka do čovjeka) su triploblastične. One posjeduju i mezoderm između ona dva sloja koja imaju i diploblastične životinje. Triploblastične životinje razvijaju prepoznatljive organe.

### Razvoj
Oplodnja vodi do stvaranja zigote. Tijekom sljedećeg razdoblja, procesa brazdanja, mitotičkim staničnim diobama zigota se transformira u šuplju kuglastu nakupinu stanica, blastulu. Ovaj rani oblik zametka prolazi kroz gastrulaciju, u kojoj se stvara gastrula s dva ili tri zametna listića. Kod svih kralježnjaka, ove stanice prethodnice diferenciraju u zrela tkiva i organe.
Kod čovjeka, nakon otprilike tri dana, zigota mitotičkim diobama stvara morulu, čvrstu nakupinu stanica. Potom se pretvara u blastocistu, koja se sastoji od vanjskog sloja stanica zvanog trofoblast i unutranje stanične mase (embrioblast). Napunjena materničnom tekućinom, blastocista probija zonu pellucidu i podvrgava se implantaciji. Unutarnja stanična masa u početku ima dva sloja: hipoblast i epiblast. Na kraju drugog tjedna javlja se primitivna pruga. Epiblast u ovom području miče se prema primitivnoj pruzi, uvlači se u njezin donji dio i stvara novi sloj, endoderm, gurajući hipoblast prema van (hipoblast sudjeluje u stvaranju amniona.) Epiblast se nastavlja kretati i stvara novi sloj, mezoderm. Vršni sloj sada nosi naziv ektoderm.

### Endoderm
Endoderm se ispočetka sastoji od spljoštenih stanica, koje kasnije postaju stupaste. Stvara epitelnu podlogu cijelog probavnog sustava, osim dijela usta i ždrijela te završnog dijela rektuma (koji su prekriveni derivatima ektoderma). Također stvara stanice koje oblažu sve žlijezde koje se otvaraju u probavni sustav, uključujući jetru i gušteraču; epitel slušne cijevi i timpanične šupljine; dušnik, dušnice, plućne stanice; mokraćni mjehur i dio mokraćne cijevi; folikule štitnjače i timusa.
Iz endoderma nastaju: želudac, kolon, jetru, gušteraču, mokraćni mjehur, epitelni dio dušnika, pluća, ždrijelo, štitnjaču, doštitne žlijezde i crijeva.

### Mezoderm
Mezoderm se sastoji od nekoliko komponenti koje se pretvaraju u tkiva: intermedijarni mezoderm, paraksijalni mezoderm i mezoderm bočne ploče.  Intermedijarni mezoderm se razvija u bubrege i spolne žlijezde. Paraksijalni mezoderm stvara hrskavicu, poprečnoprugaste mišiće i dermis.  Mezoderm bočne ploče potiče stvaranje krvožilnog sustava (uključujući srce i slezenu), stjenke crijeva i stjenke čovjekova tijela.
Kroz niz staničnih signaliziranja i interakcija između ektodermalnih i endodermalnih stanica, mezodermalne stanice započinju proces diferencijacije.
Mezoderm stvara: mišiće (glatke i poprečnoprugaste), kosti, hrskavicu, vezivno tkivo, masno tkivo, krvožilni sustav, limfni sustav, dermis, urogenitalni sustav, serozne membrane i notokord.

### Ektoderm
Ektoderm je vanjski sloj zametka koji je nastao iz epiblasta. Razvija se u površinski ektoderm, neuralni greben i neuralnu cijev.
Iz površinskog ektoderma nastaju: epiderma, kosa, nokti, leća oka, žlijezde lojnice, rožnica, caklina zuba te epitel usta i nosa.
Neuralni greben se razvija u: periferni živčani sustav, srž nadbubrežnih žlijezda, melanocite, hrskavice lica i dentin zuba.
Iz neuralne cijevi nastaju: mozak, leđna moždina, neurohipofiza, motorički neuroni i mrežnica.

### Neuralni greben
Zbog velike važnosti, neuralni greben se smatra četvrtim zametnim listićem. Međutim, izveden je iz ektoderma.